# Акредитація закладу вищої освіти
Акредито́ваний навча́льний за́клад (фр. accreditif, від лат. accreditivus — «довірчий»; рос. аккредитованное учебное заведение; англ. accredited educational institute; нім. akkreditierter Lehranstalt)  — навчальний заклад, якому надано повноваження здійснювати навчання, підготовку спеціалістів за певним рівнем (молодший спеціаліст, бакалавр, магістр тощо).

## Передумови запровадження акредитації
Передумовами запровадження акредитації були державні системні рішення щодо формування первинної нормативно-правової бази акредитації[1-5], у тому числі вимог та критеріїв оцінки діяльності, визначення рейтингу та статусу вищого навча́льного за́кладу (ВНЗ, в наступному офіційно прийнятим скороченням - ЗВО), інвестиційних та інноваційних процесів як узагальнення методичних засад акредитації – функцій та механізму державно-громадського регулювання освітньої діяльності в Україні тощо, що потім у 2001 році знайшли своє певне відображення в[6-7]. 

У 1992 році сталися кардинальні зміни та реформування політичних, економічних, соціальних засад державного устрою України, перехід суспільства до ринкових умов господарювання, руйнація старої системи планування підготовки та розподілу кадрів, потреба в професійному кадровому потенціалі сучасного мислення, спроможному до адаптації та генерації нового характеру управління - в режимі постійних реформ і вдосконалення, динамічних змін ринкового спрямування пріоритетів практично в усіх сферах за видами економічної діяльності суспільства[8].

Вірність обраного шляху надалі підтвердили концептуальні інтеграційні засади Болонського процесу в освіті[9-13]. ВНЗ повинен навчати фахівців того, що прогнозовано реально може знадобитися в процесі їх майбутньої професійної діяльності, та відповідно контролювати ступінь розвитку необхідних знань, умінь, навичок людини, яка навчається.

В Україні до отримання незалежності діяла розвинена та досить розгалужена державна система освіти, яка охоплювала більш ніж 24,5 тис. дошкільних, близько 22 тис. загальноосвітніх, 1246 професійних, 742 середніх спеціальних та 160 ВНЗ, аспірантуру та докторантуру з 200 наукових спеціальностей, більш ніж 500 підрозділів підвищення кваліфікації та перепідготовки кадрів, до 2000 закладів та установ позашкільного навчання[14].

Проте, освітня діяльність Законом України “Про підприємництво” на той час не була визначена як діяльність, що ліцензується. В наслідок цього в Україні станом на березень 1994 року додатково до ВНЗ державного освітнього сектору діяло понад 600 навчальних закладів, установ, організацій, підприємницьких структур[15],  які в межах своєї статутної діяльності виголошували спроможність надання освітніх послуг з вищої освіти, в переважній більшості, як це потім з’ясовувалось, сумнівної якості та рівня. Законодавче унормування діяльності, пов'язаної з наданням послуг для здобуття загальної середньої та професійної освіти, підготовкою спеціалістів різних рівнів кваліфікації[16],  посилило вплив держави на виправлення цього становища механізмом ліцензійних та акредитаційних процедур.

Вища школа мала стати провідною у функціонуванні всієї розгалуженої системи неперервної, гарантованої якості освіти, у задоволенні потреб людини в отриманні знань протягом всього її життя[8].

## Завдання та функції акредитації
Головними завданнями системи акредитації ВНЗ були сформульовані в [17] та потім відображені в [6], а саме: визначення державою і дотримання кожним суб’єктом, котрий веде освітню діяльність, державних стандартів і відповідних до них вимог; запровадження в найстигліші терміни механізму акредитації ВНЗ; стимулювання цільового професійного творчого пошуку у викладачів, педагогічних колективів; формування у громадян усвідомлення в необхідності отримання знань, що відповідають прогнозним викликам ринку праці та індивідуальним потребам; сприяння через акредитацію входженню провідних ВНЗ, науково-педагогічних колективів до системи міжнародного співробітництва у галузі освіти. 
Головними функціями у тому були визначені:
- стратегічна - виведення якості освіти на рівні, які визначаються державними та міжнародними вимогами;
- практична - визначення рівня надання освітніх послуг і рейтингу ВНЗ системи, що діють в Україні;
- нормативна - науково-методичне нормативне забезпечення і регламентація акредитаційної експертизи діяльності ВНЗ системи;
- координуюча - організація діяльності органів акредитаційної експертизи, створення відповідних структурних ланок, визначення напрямів, послідовності і оптимізації процесу акредитації ВНЗ системи на основі демократичних принципів та прозорості;
- контролююча - визначення стану і тенденцій розвитку освітньої діяльності ВНЗ системи у порівнянні з державними вимогами і прогнозом потреб суспільства в освіті;
- діагностична - створення і підтримка в актуальному  стані системи стандартів освіти, порівняльних державних показників рейтингової оцінки, банків національних і міжнародних освітянських тестів; 
- синтезуюча - забезпечення узагальнення досвіду провідних ВНЗ системи, науково-педагогічних колективів, окремих працівників освіти та державного управління, створення умов його розповсюдження на систему, забезпечення інтегрованої діяльності ВНЗ системи у вертикальному та горизонтальному рівнях управління;
- інформаційна - забезпечення інформованості суспільства, працівників сфери державного управління відносно ефективності діяльності і рейтингу закладів освіти, прогнозування та удосконалення спектру напрямів і змісту освітніх послуг.

## Процедура акредитації
Акредитація закладу вищої освіти — процедура надання закладу вищої освіти певного типу права проводити освітню діяльність, пов'язану із здобуттям вищої освіти та кваліфікації, відповідно до вимог стандартів вищої освіти, а також до державних вимог щодо кадрового, науково-методичного та матеріально-технічного забезпечення.
Рівень акредитації — рівень спроможності закладу вищої освіти певного типу провадити освітню діяльність, пов'язану із здобуттям вищої освіти та кваліфікації;
Акредитований напрям — напрям, за яким заклад вищої освіти певного типу отримав право провадити освітню діяльність, пов'язану із здобуттям вищої освіти та кваліфікації;
Акредитована спеціальність — спеціальність відповідного освітньо-кваліфікаційного рівня, за якою заклад вищої освіти певного типу отримав право провадити освітню діяльність, пов'язану із здобуттям вищої освіти та кваліфікації;
Акредитований заклад вищої освіти — заклад вищої освіти, що визнаний спроможним провадити освітню діяльність, пов'язану із здобуттям вищої освіти та кваліфікації, за напрямами і спеціальностями відповідних освітньо-кваліфікаційних рівнів, не менше двох третин з яких є акредитованими.

## Розвиток процедур та механізмів акредитації
Концептуальні засади і механізм національної системи акредитації ВНЗ України отримали у 1995 році схвальне сприйняття Празької міжнародної конференції “Приватні заклади освіти”, що була проведена під егідою Європейського союзу за участю фахівців США, більшості країн Європи (у тому числі Великобританії, Франції, Греції, Чехії, Албанії, Латвії, Литви, Естонії, Росії, Білорусі тощо), Саме проведення такої конференції на міжнародному рівні та характер питань, що розглядались, свідчили стосовно об’єктивності походження та спільності проблемних питань, необхідності вироблення єдиних підходів до побудови організаційних механізмів акредитації, методик та критеріїв оцінки якості освіти.
Також цей досвід за результатами відповідних тендерних процедур та експертиз у 1993-1995 роках, був підтриманий Європейським союзом у вигляді проекту Tacis “Акредитація закладів освіти України”, що здійснювався Міністерством освіти України у 1996-1998 роках за участю іноземних фахівців. У якості консультантів за дорученням Європейської комісії виступали Німецька академічна служба обмінів (НАСО), в наступному - Німецька служба академічних обмінів (DAAD)  та її британський партнер Консорціум з міжнародної діяльності університетів Великобританії, а також , персонально, відповідальний за програму НАСО Гольгер Шрьодер, її координатор Георгій Мозговий, експерти Вольф-Дітрих Вебер з Міждисциплінарного центру дидактики вищої школи міста Білефельд, Ганс-Йоахім Лемке з Академії підвищення економічної кваліфікації (м. Дрезден) та інші [18].

Визнанням важливості удосконалення системи акредитації ВНЗ для держави було створення у 1996 році Державної акредитаційної комісії України (далі – ДАК) на заміну Міжгалузевої республіканської акредитаційної комісії (підняття статусу комісії), встановлення зразків, виготовлення та застосування державних документів, що отримували заклади за результатами акредитаційної експертизи [19]. 
Досвід дій, у тому числі і з поступального удосконалення системи акредитації ВНЗ у напрямах забезпечення нею її основних завдань та функцій, не був належним чином розвинутий надалі. Суттєвому збільшенню обсягів експертизи не відповідали її організаційне, кадрове та прикладне науково-методичне супроводження. Подальші дії з реформування системи акредитації ВНЗ, в тому числі через прийняття законодавчих рішень [20] були спробами покращити її ефективність, але не завжди вдалими [21-27].